# Afraid of Sunlight
Afraid of Sunlight är Marillions åttonde studioalbum och det fjärde med sångaren Steve Hogarth. Utkom i juni 1995 på EMI.

## Bakgrund
Albumet producerades av Dave Meegan, som även producerade "Brave". 
"Beautiful" släpptes som singel, och Afraid of Sunlight nådde plats 16 på UK Albums Chart.
Marillion hade nu gjort The Racket Club i Buckinghamshire till sin egen inspelningsstudio, och Afraid of Sunlight var det första albumet att både komponeras och spelas in där, och var även det sista studioalbumet på EMI. John Helmer återkom som textförfattare,  och samarbetade med Steve Hogarth på flera av texterna. Låten Out of This World handlade om Donald Campbell.
En USA-turné och Europaturné följde, men inget besök i Skandinavien.

## Låttitlar
1. Gazpacho  7:27
2. Cannibal Surf Babe  5:44
3. Beautiful  5:12
4. Afraid Of Sunrise  5:01
5. Out Of This World  7:54
6. Afraid Of Sunlight  6:49
7. Beyond You  6:10
8. King  7:03